# Franz-Viktor Salomon

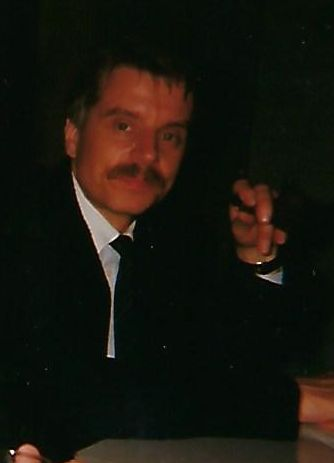
Franz-Viktor Salomon, 1990

Franz-Viktor Salomon (geb. 14. Oktober 1943 in Leipzig) ist ein deutscher Tieranatom, Autor und ehemaliger Hochschullehrer an der Universität Leipzig.

## Leben
Salomon wurde als Sohn eines Tierarztes in Leipzig geboren. Er besuchte die Schule in Leipzig und Frankfurt (Oder). Als Jugendlicher geriet er in die Fänge des Ministeriums für Staatssicherheit (MfS), weil er mit zwei Mitschülern eine Partei mit Zielstellung einer deutschen Wiedervereinigung gründete. Er wurde 2 Jahre im Gefängnis Torgau inhaftiert und durfte dadurch weder die Oberschule beenden noch sein Abitur ablegen. 1962 bis 1965 arbeitete er als Sektionsgehilfe im Veterinär-Anatomischen Institut der Veterinärmedizinischen Fakultät der Universität Leipzig und holte 1964 sein Abitur an der Volkshochschule nach. 1965 konnte er dennoch Tiermedizin an der Leipziger Fakultät studieren und schloss 1970 sein Studium als Diplom-Veterinärmediziner ab. Nach seiner Pflichtassistenz im damaligen Bezirk Neubrandenburg wurde er 1971 Assistent am Veterinär-Anatomischen Institut. Parallel absolvierte er ein postgraduales Fernstudium an der Hochschule für Landwirtschaft und Nahrungsgüterwirtschaft (heute Teil der Hochschule Anhalt) in Bernburg (Saale) und erwarb dort den Fachabschluss Elektronische Datenverarbeitung. 1975 wurde er mit einer Arbeit zum Wachstum bei Schweinen zum Dr. med. vet. promoviert. Der Institutsleiter Lothar Schröder übertrug ihm die Vorlesung für Topografische Anatomie. 1978 wurde er Oberassistent, 1982 habilitierte er sich mit einer Arbeit über das Skelettwachstum von Schweinen und Schafen. 1985 wurde er zum Dozenten für Anatomie, Histologie und Embryologie berufen. Dies wurde nur möglich, weil er zwischenzeitlich in die SED eintrat und Fluchtgedanken in Bundesrepublik wegen mangelnder Erfolgsaussichten verwarf. Dennoch blieb er im Fokus des MfS und galt nach dessen Einschätzung als politisch unzuverlässig, weshalb ihm unter anderem Reisen zu Kongressen ins westliche Ausland verwehrt blieben.
Durch die Erkrankung Schröders übernahm Salomon auch die Hauptvorlesung im Fach Anatomie. Nach Schröders Emeritierung wurde er 1987 als sein Nachfolger auf die Professur für Veterinäranatomie und zum Leiter des Lehrstuhls berufen. Sein didaktisches Geschick und seine zeichnerische Begabung führten dazu, dass seine Vorlesungen bei den Studierenden sehr beliebt waren. In seiner Arbeitsgruppe führte er, entgegen der Staatsdoktrin in der DDR, kritisch-offene Diskussionen und sympathisierte früh mit der Perestroika. Mit der Wende und friedlichen Revolution in der DDR war Salomon der Hauptinitiator der Wiederbegründung der Veterinärmedizinischen Fakultät. 1990 wurde er auf der ersten Delegiertenversammlung des neugegründeten Verbandes der Tierärzte der DDR zum Vorsitzenden des Weiterbildungsausschusses gewählt. Wie alle Universitätsmitarbeiter musste er sich 1991/92 der Prüfung auf fachliche und persönliche Eignung durch eine Personalkommission unterziehen. Er war einer der wenigen Hochschullehrer der Fakultät, die in beiden Überprüfungen ein positives Votum erhielten, und wurde am 1. Oktober 1992 wiederum zum Professor berufen. Nach der Emeritierung Günther Michels wurde er auch Direktor des Veterinär-Anatomischen Instituts. Neben seiner Professorentätigkeit engagierte er sich in der akademischen und berufsständischen Selbstverwaltung. Er war 1994 bis 1996 Studiendekan und 1990 bis 1995 Vorsitzender des Weiterbildungsausschusses der Sächsischen Landestierärztekammer. 1996 bis 2009 war er Vorsitzender der Gemeinschaft der Tierärzte an der Veterinärmedizinischen Fakultät. 1996 bis 2000 war er im Ausschuss Berufs- und Standesrecht, Geschichte und Ethik der Bundestierärztekammer tätig, 2000 bis 2008 in deren Ausschuss für Fort- und Weiterbildung. 1996 bis 2008 war Salomon Mitglied des Arbeitskreises „Geschichte der Universität Leipzig“ und war Mitautor des Kapitels „Veterinärmedizin“ im Band 4 des Werkes Geschichte der Universität Leipzig 1409–2009. Zudem war er ab 1997 Vizepräsident, 2001 bis 2004 Präsident des Freundeskreises Tiermedizin der Leipziger Fakultät.
Nach seiner Emeritierung 2009 zog Salomon nach Hilden. Er war dort noch in der Tierarztpraxis seiner dritten Ehefrau Sabine vom Stein tätig und saß für die AfD, deren Mitglied er von 2013 bis 2020 war, im Kreistag Mettmann. Nachdem beide die Praxistätigkeit beendet hatten, zog das Paar wieder nach Leipzig. Salomon hat vier Kinder.
Salomons Hauptforschungsgebiet war das Wachstum von Haustieren. Darüber hinaus betreute er zahlreiche Dissertationen zur Geschichte der Veterinärmedizinischen Fakultät der Universität Leipzig. Er ist Autor und Herausgeber mehrerer Lehrbücher. 2016 veröffentlichte er den ersten Band seines autobiografisch gefärbten Romans Lukas, dem zwei weitere folgten.

## Werke
- Anatomie für die Tiermedizin. Enke-Verlag, Stuttgart, 1. Auflage 2004, 2. erw. Aufl. 2008, 3. erw. Auflage 2015, 4. Auflage 2020, ISBN 978-3-13-242675-7
- Atlas der angewandten Anatomie der Haustiere. Enke-Verlag, Stuttgart, 1. Aufl. 1997, 2. erw. Aufl. 2003, 3. erw. Aufl. 2007. (auch ins Portugiesische übersetzt)
- Lehrbuch der Geflügelanatomie. Gustav Fischer Verlag, Jena 1993
- Morphologie landwirtschaftlicher Nutztiere. Deutscher Landwirtschaftsverlag, Berlin 1987
- Sabine vom Stein, Franz-Viktor Salomon: Hundekrankheiten. Verlag Eugen Ulmer, 2011, ISBN 978-3-8001-5485-2
- Lukas. Teil 1: Lukas – Eine deutsche Erzählung, Teil 2: Eines schönen Tages, Teil 3: Lukas – Im Prinzip ja. Book on Demand Norderstedt 2016